# Карин
Марко Аурелије Карин, био је римски цар од 283. године до јула 285. године. Био је старији син цара Кара, за време чије владавине је управљао западним делом Римског царства.
Карин је имао успеха у рату против Германа, али је касније напустио овај фронт и прешао у Рим.
После Карове смрти, војска је тражила да се врати са Истока, а цар Нумеријан, млађи Каров син био је принуђен да то прихвати. Током повратка, Нумеријан је био убијен, а Диоклецијан је био проглашен за цара.
Чувши за то, Карин је кренуо према Истоку да се сусретне са Диоклецијаном. На путу кроз Панонију или негде у близини Вероне, Карин је сузбио једног узурпатора, Јулијана и у Мезији се приближио Диоклецијановим трупама.
Када је почела битка код Мораве, Карин је имао више успеха, али је цара изненада убио један незадовољни војник, што је довело до Диоклецијанове победе. По другом извештају, у бици је више успеха од почетка имао Диоклецијан.
По традицији, Карин је био један од најгорих римских царева.

## Именовање за цезара
Будући цар Марко Аурелије Карин се родио око 250. године. О његовој младости се не зна ништа. Године 282. легије стациониране у провинцијама Рецији и Норику прогласиле су Кариновог оца префекта преторија Марка Аурелија Кара за цара и подигле устанак против тадашњег цара Проба.. Пробова војска се налазила у панонском граду Сирмијуму (данас Сремска Митровица у Србији). Не желећи да ратују против Кара, војници су убили Проба..
До ступања свог оца на престо, Карин је већ био одрастао човек. Био је ожењен Магнијом Урбиком с којом је можда имао сина који се звао Нигринијан.. Недуго пошто је проглашен за цара септембра 282, Кар је доделио својим синовима доделио титуле најплеменитијих цезара (лат. nobilissimus Caesar) и „предводника омладине“ (лат. princeps iuventutis).. Крајем 282. Кар и Нумеријан су отишли на исток, у поход на Персију. Успут су разбили Кваде и Сармате. У част ове победе добили су титулу „Германски Највећи“, којом се китио и Карин, иако није имао удела у походу. Према Царској повести, пре него што се запутио на исток, Кар је свом старијем сину препустио власт над западним провинцијама и именовао му саветнике. Карин је отпустио своје саветнике и почео да влада самовољно. Кар кајао што је оставио Кара за регента Запада и хтео га је лишити цезарског звања.. 
За разлику од непунолетних цезара из тог периода, Карин је уживао царске почасти. На новцу који је издаван у његову част приказан је са ловоровим венцем..
Обављао је функцију конзула заједно са оцем 283. године. Почетком те године, након победе над Персијанцима, уздигнут је у ранг августа.. Осим тога, Кар, Карин и Нумеријан су добили победничку титулу „Персијски Највећи“. На новцу кованом у Лунгдунуму у част враћања мира приказани су отац и син заједно.. Колегијалност између Кара и Карина, попут оне између Валеријана I и Галијена, служила је као упориште новог режима и обезбеђивала цареву присутност на два места истовремено. По свој прилици, Карин је био Каров фаворизовани наследник, јер је, како се чини, поседовао веће администраторске способности и војни таленат у поређењу са својим млађим братом..

## Савладарство са Нумеријаном и смрт
Негде, по свој прилици у другој половини 283. године, Кар је умро у далекој Персији. Његови синови су га наследили без већих потешкоћа. Карин је задржао титулу старијег августа, зато што је он био у стању да одржи привид поретка и задржи лојалност војника.. 
Постоје докази да је наставио да ратује у Подунављу и повео још један поход против Квада. Натпис из Аквинкума CIL III 3469 се односи на овај рат.
Цар је провео зиму 283/84. у Риму, где је по други пут постао конзул, овај пут са својим млађим братом.. Одатле је отишао у Британију, где је извео поход, на који је алудирао песник Марко Аурелије Олимпије Немезијан у свом делу Кинегетика. Након свршеног похода, Карин је добио победничку титулу „Британски Највећи“.
Карова смрт је омогућила амбициозним и незадовољним личностима да окушају своју срећу у борби за престо.
Устанак префекта преторија Сабина Јулијана у Италији избио је недуго пошто је стигла вест да је Нумерија умро на Истоку под неразјашњеним околностима новембра 284.. Побуна је изискивала хитну интервенцију. Карин се то време налазио у Британији. Почетком 285. је кренуо на Јулијана и поразио га недалеко од Вероне.. 
У изворима се помиње и коректор провинције Венеције и Истре Марко Аурелије Јулијан, који је дигао побуну у подунавским провинцијама. Под његовом контролом су се нашле обе Паноније. Међутим, Јулијан је претрпео пораз од Карина у Илирику. Ове две личности се неретко бркају и мешају.
После Нумеријанове смрти, источна војска је одбила да призна Карина за јединог владара Римског царства и за цара прогласила једног од својих старешина — Диокла. Диокле је касније узео име Диоклецијан, под којим је и ушао у историју..
После победе над Јулијанов, Карин је кренуо у Мезију. Јула 285. његова војска сусрела са Диоклецијановим снагама на Морави. Извори различито описују шта се десило. Према традицији која је непријатељски расположена према Карину, његова војска је одржала победу над Диоклецијаном, али га је у преломном тренутку убио један од његових официра или војника, чију жену је дирао.. Према другој верзији, Карина је напустила војска између Виминацијума (данас Костолца) и Златне планине У прилог тврдње о предаји иде чињеница да је префект преторија Тит Клаудије Марко Аурелије Аристобул после Кариновог пораза остао и под Диоклецијаном на својој функцију и касније успешно наставио каријеру. После смрти Карин је осуђен на заборав (лат. damnatio memoriae)

## Личне особине
Каринов лик је у „Царској повести“ приказан у крајње негативном светлу. 
Карин, најпокваренији човек од свих, прељубник. Често је кварио омладину (срам ме је рећи шта је Онезим навео у писмима), злоупотребивши и сам својство свог пола. Пошто га је отац оставио у својству цезара, доделивши му Галију и Италију, Илирик, Хиспанију и Британију и Африку, држао је цезарску власт, али је имао такво право да је радио све шта ради август. Упрљао се гадним злочинима и неизмерном гнусношћу. Удаљио је од себе све најбоље пријатеље, а одабрао и држао све најгоре. За префекта града поставио је једног од својих вратара од којег се ружнији није могао замислити нити икад описати. Префекта преторија, кога је имао, убио је. На његово место је поставио старог подводача, једног од својих писара, кога је вазда имао за повереника и помоћника за своје лудости и хирове. Постао је конзул против очеве воље. Сенату је слао писма пуна охолости. Олошу града Рима, као да је римски народ, обећао је добра Сената. Женио се и разводио са девет жена. Многе је отерао док су још биле у другом стању. Двор је напунио плесачицама, блудницама, пантомимичарима, певачима и сводницима. Имао је такво гађење према писању да је неког простака, са којим је увек у подне збијао шале, задужио за писање. Много га је псовао, јер је добро подражавао његов рукопис.
Имао је драгуље на ципелама. Ако копча није била од драгуља, није ју користио. Чак му је и појас био од драгуља. Укратко, многи су га у Илирику звали краљем. Никада се није појавио пред префектима и конзулима. Безобразним људима је највише дао и увек их звао на гозбу. На својој гозби је често износио по сто либри птица, сто либри риба, хиљаду либри разног меса. Точио је јако пуно вина. Пливао је међу воћем и дињама. Благоваонице и спаваће собе прекрио је ружама из Медиоланума. Купао се у купатилима, која су била хладна колико и подземне коморе, и расхлађивао у хладионицама, које су биле пуне снега. Када је у време зиме дошао у неко место, у којем је изворска вода врућа, каква је обично по својој природи преко зиме, и купао се у њој у базену, преноси се да је рекао базенџијама: „Спремили сте ми воду за жене“. Његов отац, чувши шта је овај радио, викао је: „Он није мој син“. Најпосле је одлучио да, Констанција, који је после постао цезар а тада био намесник Далмације, предложи на његово место, јер му се тада ниједан човек није чинио бољим, а овога (Карина), како Онезим прича, да убије.
Колико је тачно оно што се наводи у Царској повести, тешко је рећи. Наводи су по свој прилици одраз Диоклецијанове пропаганде. Негативан став према Карину изграђен на оваквим причама, подстицали су и каснији владари. . Биле те приче истините или не, после Нумеријанове смрти војници нису изразили ни најмању жељу да признају Карина за цара..